# فرودگاه شهری وارویک
فرودگاه شهری وارویک  (به انگلیسی: Warwick Municipal Airport) یک فرودگاه همگانی است . این فرودگاه در کشور ایالات متحده آمریکا قرار دارد و در ارتفاع ۱۶۵ متری از سطح دریا واقع شده است.